# Venda pulverizada
Venda pulverizada está relacionado com fato que se tem vários pontos de vendas, ou seja, não é o fato de um fornecedor não decidir pela compra que fará com que a organização desestruture-se, pois há uma diversa possibilidade em pontos de vendas. A venda não-pulverizada fica restrita a poucos fornecedores, o que na falta de um deles pode causar grandes problemas.